# عملية بايبي ليفت

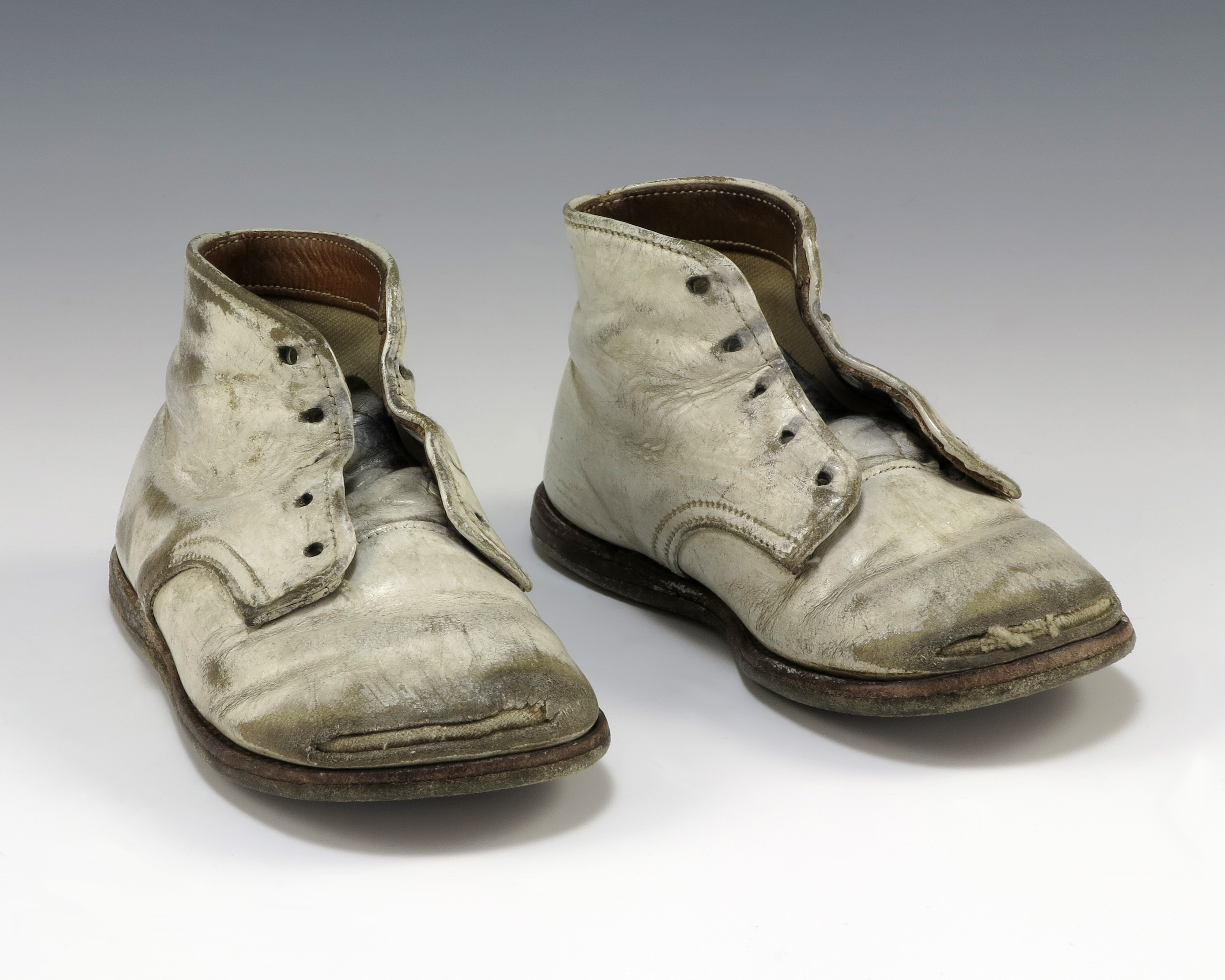
زوج أحزية مهترئ انتعله أحد الأطفال في عملية بايبي ليفت.

عملية بايبي ليفت  (بالإنجليزية: Operation Babylift)‏ أو عملية انتشال الأطفال هو اسم لعملية كان هدفها الإخلاء الجماعي للأطفال من جنوب فيتنام إلى الولايات المتحدة وبلدان أخرى (منها أستراليا، فرنسا، وكندا) في نهاية حرب فيتنام في الفترة بين 3 - 26 أبريل عام 1975. مع انتهاء عمليات القتال في جنوب فيتنام كان قد تم إخلاء ما يقارب 3300 طفل ورضيع. بالترافق مع عملية الحياة الجديدة، تم إخلاء ما يقارب 110,000 لاجئ من جنوب فيتنام مع نهاية حرب فيتنام. تم نقل آلاف الأطفال جوا لتبنيهم من قبل عائلات في مختلف أنحاء العالم.